# Night Hawk Lake
Der Night Hawk Lake (englisch für „Nachtschwalben-See“) ist ein See im Cochrane District im Nordosten der kanadischen Provinz Ontario.

## Lage
Der Night Hawk Lake liegt 25 km östlich der Stadt Timmins. Der See liegt im Bereich des Kanadischen Schilds auf 272 m. Zuflüsse sind Forks River, Night Hawk River, Porcupine River, Redstone River und Whitefish River. Den Abfluss nach Norden zum benachbarten Frederick House Lake bildet der Frederick House River, ein linker Nebenfluss des Abitibi River. Der Night Hawk Lake ist 28 km lang und weist eine Breite von bis zu 9 km auf.

## Seefauna
Im See kommen Glasaugenbarsch und Hecht vor. 